# Euselasia urites
Euselasia urites is een vlindersoort uit de familie van de prachtvlinders (Riodinidae), onderfamilie Euselasiinae.
Euselasia urites werd in 1853 beschreven door Hewitson.